# NGC 2411
NGC 2411 ist eine elliptische Galaxie vom Hubble-Typ E? im Sternbild Zwillinge. Sie ist schätzungsweise 218 Millionen Lichtjahre von der Milchstraße entfernt.
Das Objekt wurde am 7. Februar 1885 von Edouard Stephan entdeckt.